# 医術開業試験
医術開業試験（いじゅつかいぎょうしけん）は、1875年（明治8年）より1916年（大正5年）まで行われていた、医師の開業試験である。1885年（明治17年）以降、「医術開業試験」の名称となる。

## 概要
西洋医学を試験内容とする医術開業試験の導入と、試験合格者を医師免許付与の原則とする「医制」の制定により、この後新規に開業する医師は西洋医学の知識が必須になった。このため、近代日本における漢方医学から西洋医学へのパラダイム転換となった。
当時の医師の9割を占めていた漢方医については、従来開業者とその子弟に対し、一代限りの開業免許が与えられたが、新規供給の可能性が閉ざされたことにより、戦前期を通じて消滅していくこととなった。
医師免許は、医術開業試験合格者の他、西洋医学を教授する医学教育機関の卒業者に対しては無試験で与えられた。
受験資格として1年半の「修学」しか求められていなかったため、事実上独学でも受験可能な「立身出世の捷径」であった。家庭の貧困のため大学に通うことができなかった野口英世も、この試験により医師免許を取得した。
合計で2万人を超える合格者を輩出し、大学や医学専門学校の卒業生が少数に限られていた明治期日本の開業医の主要な供給源となっていた。大正初年の医師総計約4万人中、従来開業の医師（漢方医）約1万人を除く西洋医約3万人のうち、試験合格者は約1万5000人、医学専門学校等の卒業者約1万2000人、帝国大学卒業者約3000人であった。
明治後半以降、帝国大学や医学専門学校の医学教育機関からの卒業生が安定的に輩出されるようになると、学歴を問わず試験合格のみで免許が与えられる医術開業試験は、近代医学の進歩に対応できていないとの批判が帝国大学卒業者を中心に強まり、1906年（明治39年）の医師法制定に伴い、廃止が決定された。医術開業試験の廃止により、それ以降、医師はそのすべてが医学教育機関から供給されることになる。
医術開業試験合格により開業した医師は、各地の医師会の中心を占めたが、その後継者確保に向け、医学教育機関のほとんどが旧制大学に昇格した後、大正末期から昭和初期にかけての私立旧制医学専門学校の新設運動の中心を担うこととなる。

## 歴史
- 1874年（明治7年） 「医制」公布（文部省より東京・京都・大阪三府に布達）。国家の試験による医師の開業許可制の採用。
- 1876年（明治9年） 内務省は「医制」を全国に及ぼす。各県は県規則により医師の開業試験を実施。
- 1879年（明治12年） 内務省は「医師試験規則」を各県に達し、全国統一の試験を実施（大学卒業者等に対しては無試験で開業免許を授与）。
- 1883年（明治16年） 内務省は「医師免許規則」及び「医術開業試験規則」を布達。1884年（明治17年）より試験実施。
- 1906年（明治39年） 内務省は「医師法」を制定。医術開業試験は、8年（実際には延期され10年後）の猶予期間の後廃止することを定めた。
- 1916年（大正5年） 医術開業試験廃止。

## 試験概要
1883年（明治16年）の「医術開業試験規則」の概要
- 試験場は全国9カ所、年2回試験実施
- 試験科目
  - 前期　物理学、化学、解剖学、生理学
  - 後期　外科学、内科学、薬物学、眼科学、産科学、臨床実験
- 年齢制限　なし
- 受験資格　1年半以上の「修学」履歴が必要

## 受験予備校
医術開業試験は、その合格のため「前期3年、後期7年」と言われるほどの難関であった（各年の合格率は、前期・後期ともに10〜20%程度であった）ため、受験のため、多くの受験予備校が生まれたが、そのうちのいくつかの予備校が後の私立医学専門学校・私立医科大学に発展した。
最も多くの学生を集め、医術開業試験の合格者を輩出したのが、長谷川泰によって、1876年（明治9年）に設立された済生学舎である。済生学舎は入学にあたり、学歴・性別・年齢を一切問わなかった。このため、女子については唯一の医学修学機関であった。学期は前後期に分かれ、3年で卒業する仕組みであったが、生徒の目的は卒業ではなく医術開業試験の合格であったことから、学期末試験を受ける者は少なく、医術開業試験に合格するまで在校し、合格が事実上の卒業と考えられていた。
1903年（明治36年）に廃校するまで、約2万1000人が在校し、1万2000人弱の医師を送り出したと言われており、医術開業試験合格者総数約2万人の半数以上は済生学舎出身者である。済生学舎の廃校後、関係者が在校生の救済のため創設したのが、後の日本医科大学に発展する日本医学校である。
この他に、医術開業試験の受験予備校から正規の医学教育機関に発展したものとしては、後の東京慈恵会医科大学となる成医会講習所（東京慈恵医院医学校）がある。

## 主な試験合格者
- 荻野吟子（1885年（明治18年）合格） - 日本の女性医師第1号
- 高橋辰五郎（1886年（明治19年）合格）
- 稲田清淳（1889年（明治22年）合格）
- 吉岡彌生（1892年（明治25年）合格） - 東京女子医科大学創設者
- 須藤憲三（1892年（明治25年）合格） - 金沢医科大学学長
- 林熊男（1892年（明治25年）合格） - 木々高太郎の父
- 光田健輔（1896年（明治29年）合格） - ハンセン病治療のパイオニア
- 野口英世（1897年（明治30年）合格） - 細菌学者
- 羽太鋭治（1900年（明治33年）合格） - 性科学者
- 安島直人（1904年（明治37年）合格）
- 池野勇（1911年（大正3年）合格）